# 栗村左衛八
栗村 左衛八（くりむら さえはち、嘉永2年6月1日（1849年7月20日） - 昭和4年（1929年）5月17日）は、日本メソジスト教会の最初の日本人伝道者の一人、後に同教団の牧師。会津藩士。1878年（明治11年）6月12日日本最初のキリスト教式結婚式を挙げた人物として知られる。

## 生涯

### 会津藩士時代
会津藩士荒木進三郎の次男として会津若松に生まれる。1864年（元治元年）に栗村家を継ぐ。1868年（慶応4年）会津戦争に従軍する。東京で謹慎処分を受けた会津藩士の一人として名前が載っている。
1873年（明治6年）の廃藩置県の後で、横浜に行き蓮卒（警察官）になる。横浜で教会に行き、キリスト教に回心する。

### 日本メソジスト教会時代
1875年（明治8年）にロバート・S・マクレイに就いて神学を治める。
1877年（明治10年）、横浜で開かれた第4回美以宣教師年会で栗村と飛鳥賢次郎、工藤友也、菊池卓平、阿部賢郎、小杉良平、相原英賢を合わせた9名が、米国年会に允許によって、最初のメソジスト派の日本人伝道者に任命された。
伝道者の准允を受けると、福富町講義所で伝道をする。1878年（明治11年）に執事按手礼を受ける。この年の6月12日、R・S・マクレイと長老派の宣教師J・H・バラの立ち合いのもとで、日本基督公会(現、日本キリスト教会横浜海岸教会)で桑名藩士小山正武の妹いさ子と結婚式を挙げる。
1881年（明治14年）に名古屋教会(現、日本キリスト教団名古屋中央教会)の初代牧師に就任する。1882年（明治15年）に東京築地教会に赴任する。

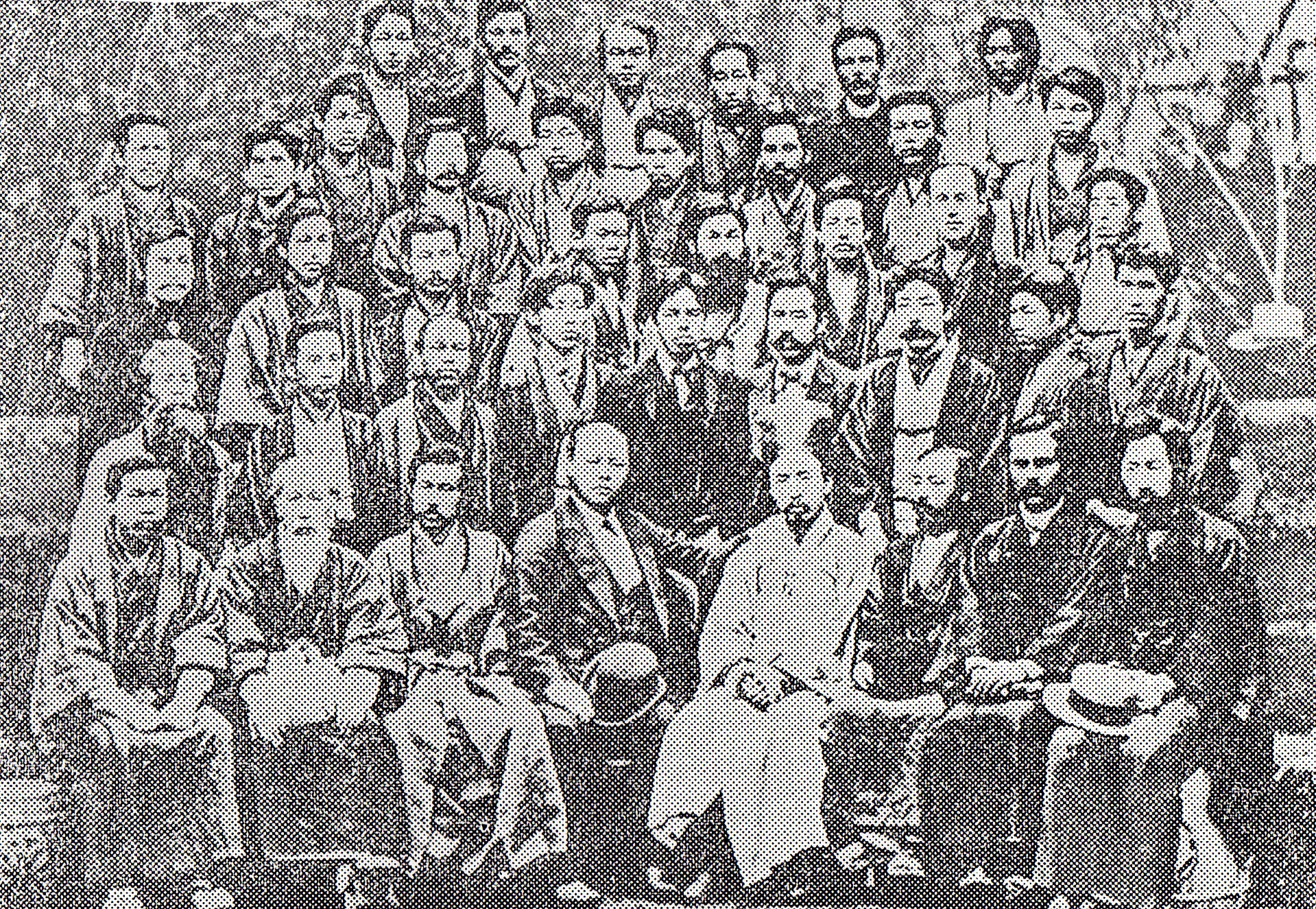
1883年5月12日の第三回全国基督信徒大親睦会の幹部。栗村は最前列右から2人目

1883年（明治16年）に長老の按手礼を受ける。また、この年第三回全国基督教信徒大親睦会に幹部として参加する。
東京英和学校（現・青山学院大学）の設立にも参与として尽力する。1884年（明治17年）に日本メソヂスト横浜教会牧師、1887年（明治20年）には熊本メソヂスト教会（現・日本キリスト教団熊本白川教会）、久留米教会(現、久留米東町教会)、福岡教会（福岡中部教会）、鹿児島教会（現・日本キリスト教団鹿児島加治屋町教会）、名古屋第二教会、戸部（現・日本キリスト教団横浜上原教会）、八戸（八戸小中野教会）を歴任する。
1904年（明治37年）には青森教会（現・日本キリスト教団青森教会） に赴任して1914年まで青森で牧会する。その後、茨城県水海道町（現・常総市）、千葉県八日市場町（現・匝瑳市）、群馬県佐波郡島村（現・伊勢崎市）の島村教会（現・日本キリスト教団島村教会）などの教会を歴任する。
1925年（大正14年）に牧師を引退して、福岡連回長老、南九州連回長老司などを兼任する。1929年（昭和4年）に死去する。
日本キリスト教団本庄教会の教会墓地に栗村の墓石が残っている。